# Mucropetraliella biaviculata
Mucropetraliella biaviculata är en mossdjursart som först beskrevs av Campbell Easter Waters 1887.  Mucropetraliella biaviculata ingår i släktet Mucropetraliella och familjen Petraliellidae. Inga underarter finns listade i Catalogue of Life.